# Familie Heinz Becker
Familie Heinz Becker ist eine deutsche Comedy-Fernsehserie von Gerd Dudenhöffer, die in der Stadt Bexbach im östlichen Saarland spielt. Sie wurde von 1992 bis 2004 in sieben Staffeln produziert.

## Inhalt
Die Serie basiert auf der von Gerd Dudenhöffer bereits seit 1982 in diversen Bühnenprogrammen verkörperten saarländischen Figur Heinz Becker und zeigt den Alltag seiner Familie. Diese besteht aus dem Vater Heinz, der Mutter Hilde und dem Sohn Stefan und wohnt in Bexbach, dem Heimatort von Gerd Dudenhöffer. Gesprochen wird im saarländischen Dialekt. Tragende Elemente der Comedy sind Situationskomik, Running Gags und Versprecher.
In der ersten Staffel endete jede Folge damit, dass Heinz Becker auf einer Bühne vor Live-Publikum saß und zum Abschluss eine Abmoderation machte. In der zweiten und dritten Staffel durchbrach Gerd Dudenhöffer am Ende einer Folge die Vierte Wand und sprach ein paar Sätze in die Kamera, oft mit einem ironischen Kalauer oder One-Liner zum Abschluss und mit einem Ausblick auf die nächste Folge. Ab der vierten Staffel baute die Handlung der Folgen aufeinander auf und es wurden Handlungsstränge über mehrere Folgen hinweg erzählt.

## Figuren
- Heinz Becker (Gerd Dudenhöffer) ist das Familienoberhaupt. Er ist ein typischer deutscher konservativer bis reaktionärer Spießer aus dem Saargebiet und zeichnet sich durch seine vorlaute Art und große Frechheit insbesondere gegenüber seiner Frau Hilde und seinem Sohn Stefan aus. Seine Standardsätze lauten: „Im Läwe ned“, „Jo, geh’ fort“ und „Du Dummschwätzer“. Er ist zwar stolz auf seine handwerklichen Fähigkeiten und häufig im und um das Haus als Heimwerker aktiv, tatsächlich geht dies durch seine Ungeschicktheit aber meistens schief. Er scheint berufstätig zu sein; was er beruflich macht, erfährt man jedoch nicht. Ebenso ist er im Heimatverein sehr engagiert. Ein oft zitierter Dauerwitz ist die Diskussion um den Griff des Rasenmähers. Becker beschwert sich oft über die Verschwendung von Steuern, indem er zum Beispiel Diskussionen mit „Und wir müsse es bezahlen“ kommentiert. Auch weist er teilweise rassistische Persönlichkeitszüge auf. Er verfügt zudem über nur wenig soziales Geschick und sorgt mit seinem ungeschickten Verhalten und seinen oft vorlauten und unpassenden Aussagen immer wieder für Blamagen und Eklats im Serienverlauf. Seine Markenzeichen sind das Biertrinken (meistens am Küchentisch) und das ständige Tragen einer Batschkapp.
- Hilde Becker (erste Staffel: Marianne Riedel-Weber, zweite bis vierte Staffel: Alice Hoffmann, fünfte bis siebte Staffel: Sabine Urig) ist Heinz’ Ehefrau. Sie ist Hausfrau und zeichnet sich vor allem durch ihre naiv-dümmliche Art aus – sie versteht meistens nicht wirklich, was los ist, und ist dem Sarkasmus und den Frechheiten ihres Mannes fast immer unterlegen. Sie hat eine Schwester, die Elsje genannt wird, stark rheinländisch spricht, in Euskirchen lebt und in der ersten Staffel in einer Folge (gespielt von Margie Kinsky) auch persönlich auftritt, ansonsten aber meist nur in Gesprächen erwähnt wird oder anruft. Einen weiteren Auftritt haben Elsje und ihr Mann Willi in der Episode „Der Hausball“ der fünften Staffel.
- Stefan Becker (erste bis fünfte Staffel: Gregor Weber, sechste und siebte Staffel: Andreas Gergen) ist der Sohn der Familie. Stefan ist Einzelkind. Er ist intelligenter und vernünftiger als seine Eltern und häufig genervt von ihnen, schafft es aber auch nicht, von ihnen wegzukommen, macht vieles mit ihnen zusammen und ist zudem auch recht faul und verwöhnt. Oft hat es den Eindruck, dass Stefan sich aber eher zu seiner Mutter als zu seinem Vater orientiert, da er auf sein Verhalten merklich genervter und weniger verständnisvoll reagiert. In der Folge „Der neue Anzug“ in Staffel eins wird deutlich, dass er noch zur Schule geht, das Alter wird hier mit 19 Jahren angegeben. In der Folge "Stefans Job" in Staffel 3 hat er einen Job als Kellner, ansonsten erfährt man im folgenden Verlauf der Serie nicht, ob er weiterhin die Schule besucht oder was er beruflich macht, etwa eine Ausbildung absolviert oder studiert. Am Ende der vierten Staffel zieht er mit seiner Freundin Charlotte nach Berlin.
- Kurt und Roswitha Maier (Henning Hoffsten und Sigi Siegert) sind ein mit den Beckers befreundetes, in der Nachbarschaft wohnendes Ehepaar und den Beckers sehr ähnlich: Kurt (genannt Der Maier-Kurt) ist braver und oft noch etwas einfältiger als Heinz, während Roswitha wie Hilde eine etwas naive Hausfrau ist. Beide Figuren tauchen in der sechsten Staffel erstmals auf; zuvor wurde der Maier-Kurt zwar oft erwähnt, war aber nie zu sehen.
- Jessica Maier (Anja Clementi) ist die Tochter der Maiers und mit Stefan befreundet. Sie kommt, wie ihre Eltern, nur in den Staffeln 6 und 7 vor. Auch sie ist, ähnlich wie Stefan, intelligenter als ihre Eltern. Hilde und Roswitha legen Stefan und Jessica nahe, ihre Freundschaft zu vertiefen und eine Heirat anzustreben. Dies begründen sie mit „praktischen“ Argumenten, wie etwa der räumlichen Nähe der Elternhäuser.
- Charlotte (Mirjam Köfer) ist Stefans aus Berlin stammende Freundin, die in Staffel 2 erstmals auftritt und mit ihm am Ende von Staffel 4 nach Berlin zieht. Sie zeichnet sich durch ihre vorlaute Berliner Schnauze aus, was Stefans Eltern, vor allem Heinz, gar nicht gefällt. Nach Staffel 5 taucht sie nicht mehr auf und wird nicht mehr erwähnt.

## Hauptdarsteller und Regie
| Staffel | Heinz Becker     | Hilde Becker (geb. Spengler) | Stefan Becker  | Regie                              | Produktionsjahr |
| ------- | ---------------- | ---------------------------- | -------------- | ---------------------------------- | --------------- |
| 1       | Gerd Dudenhöffer | Marianne Riedel-Weber        | Gregor Weber   | Martin Kliemann                    | 1991            |
| 2       | Gerd Dudenhöffer | Alice Hoffmann               | Gregor Weber   | Marco Serafini                     | 1992/93         |
| 3       | Gerd Dudenhöffer | Alice Hoffmann               | Gregor Weber   | Marco Serafini                     | 1994            |
| 4       | Gerd Dudenhöffer | Alice Hoffmann               | Gregor Weber   | Rudi Bergmann und Gerd Dudenhöffer | 1995            |
| 5       | Gerd Dudenhöffer | Sabine Urig                  | Gregor Weber   | Rudi Bergmann und Gerd Dudenhöffer | 1998            |
| 6       | Gerd Dudenhöffer | Sabine Urig                  | Andreas Gergen | Rudi Bergmann und Gerd Dudenhöffer | 2001            |
| 7       | Gerd Dudenhöffer | Sabine Urig                  | Andreas Gergen | Rudi Bergmann und Gerd Dudenhöffer | 2003            |

## Nebendarsteller
sortiert nach Reihenfolge des Einstiegs
| Schauspieler     | Rollenname                | Staffel | Folgen | Jahre     | Bemerkungen |
| Rüdiger Weigang  | diverse Rollen            | 1–7     | 01–39  | 1991–2003 | u. a. in den Rollen als Richard Spengler (Nachbar), Hermann (Stammtischkollege) und Eddi (Wirt vom Eckstübchen)  |
| Mirjam Köfer     | Charlotte                 | 2–5     | 07–26  | 1992–1998 | Stefans Freundin                                                                                                 |
| Herbert Meurer   | diverse Rollen            | 2–7     | 07–41  | 1992–2004 | u. a. Bürgermeister, Sparkassendirektor, Zahnarzt und Hildes Schwager Willi beim Hauskarneval der Familie Becker |
| Gerd Dudenhöffer | Herbert Laumann           | 3–6     | 14–35  | 1994–2001 | Dudenhöffers Zweitrolle taucht des Öfteren an einem Ort auf, an dem sich Heinz ebenfalls gerade befindet         |
| Henning Hoffsten | Kurt Maier (‚Maier-Kurt‘) | 6–7     | 31–40  | 2001–2004 | Nachbar der Beckers, Ehemann von Roswitha, Vater von Jessica                                                     |
| Sigi Siegert     | Roswitha Maier            | 6–7     | 31–40  | 2001–2004 | Ehefrau von Kurt, Mutter von Jessica                                                                             |
| Anja Clementi    | Jessica Maier             | 6–7     | 31–42  | 2001–2004 | Tochter von Kurt und Roswitha                                                                                    |

- Im Verlauf der Serie waren einige prominente Darsteller und Entertainer in Gastrollen zu sehen: Martina Gedeck, Jochen Senf, Edgar Bessen, Christian Tasche (alle in In der Bar), Leonard Lansink (als Busfahrer in Die Busfahrt nach Lourdes), Astrid Maus, Roland Jankowsky, Wolfgang Grossmann, Sven Nichulski, Ingrid Steeger, Lotti Krekel (Hildes „Verkleidung“ in Der Hausball), Hans Werner Olm (Cameo als Luise Koschinsky in Stau), Drafi Deutscher (Handwerker in Der Dia-Abend), Jule Neigel, Herbert Fux (Taxifahrer in Im Taxi), Martin Armknecht, Björn-Hergen Schimpf (Pastor in Die Busfahrt nach Lourdes), Peter Nottmeier, Benno Hoffmann (Museumsführer in In der Galerie), Ernst Hilbich, Ralf Wolter, Margie Kinsky (Elsje), Georg Uecker (Gast im Restaurant in Ex und Hopp), Udo Thomer (Kunde in Im Supermarkt), Willi Fries, Gudo Hoegel (Kaufhausdetektiv), Heidemarie Brüny, Schorsch Seitz (am Stammtisch) u. a.
- Alice Hoffmann, die ab der zweiten Staffel die Rolle der Hilde übernahm, trat in der ersten Staffel in Kleinrollen auf. So spielt sie in der Folge Der Dia-Abend eine Bekannte der Familie, in der Folge Der neue Anzug eine Schuhverkäuferin und in der Folge Die Bohrmaschine eine Politesse.
- Die damals noch unbekannte Annette Frier hatte in der Folge Die Busfahrt nach Lourdes einen ihrer ersten TV-Auftritte als Gast auf Stefans Hausparty, die Stefan fragt, was seine Eltern machen.

## Episodenliste
Diese Liste enthält alle Folgen der Fernsehserie, die sieben Staffeln mit jeweils sechs Folgen umfasst.
| Folge | Staffel | Titel                              | Erstausstrahlung |
| ----- | ------- | ---------------------------------- | ---------------- |
| 01    | 1       | Der Dia-Abend                      | 23. März 1992    |
| 02    | 1       | Der neue Anzug                     | 30. März 1992    |
| 03    | 1       | Das Gulasch                        | 6. Apr. 1992     |
| 04    | 1       | Der Hauptpreis                     | 13. Apr. 1992    |
| 05    | 1       | Die Bohrmaschine                   | 20. Apr. 1992    |
| 06    | 1       | Die Urlaubsreise                   | 27. Apr. 1992    |
| 07    | 2       | Stefans Geburtstag                 | 30. Apr. 1993    |
| 08    | 2       | Im Supermarkt                      | 7. Mai 1993      |
| 09    | 2       | Im Taxi                            | 14. Mai 1993     |
| 10    | 2       | Achtunddreißig fünf                | 21. Mai 1993     |
| 11    | 2       | In der Bar                         | 28. Mai 1993     |
| 12    | 2       | Herzlich Willkommen! Die Direktion | 4. Juni 1993     |
| 13    | 3       | Einschließlich Heinz               | 14. Juni 1994    |
| 14    | 3       | Stefans Job                        | 21. Juni 1994    |
| 15    | 3       | In der Galerie                     | 12. Juli 1994    |
| 16    | 3       | Alle Jahre wieder                  | 19. Juli 1994    |
| 17    | 3       | Die Busfahrt nach Lourdes          | 9. Aug. 1994     |
| 18    | 3       | Modenschau                         | 7. Okt. 1994     |
| 19    | 4       | Stromausfall                       | 16. Jan. 1996    |
| 20    | 4       | Hilde fährt in Kur                 | 23. Jan. 1996    |
| 21    | 4       | Der erste Preis                    | 30. Jan. 1996    |
| 22    | 4       | Die Autopanne                      | 6. Feb. 1996     |
| 23    | 4       | Die neue Küche                     | 13. Feb. 1996    |
| 24    | 4       | Stefan zieht aus                   | 20. Feb. 1996    |
| 25    | 5       | Die Berlin-Reise 1                 | 5. Mai 1998      |
| 26    | 5       | Die Berlin-Reise 2                 | 12. Mai 1998     |
| 27    | 5       | In der Telefonzelle                | 19. Mai 1998     |
| 28    | 5       | Ein neues Auto?                    | 26. Mai 1998     |
| 29    | 5       | Der Hausball                       | 2. Juni 1998     |
| 30    | 5       | Der Kurschatten                    | 9. Juni 1998     |
| 31    | 6       | Spurlos verschwunden               | 23. Okt. 2001    |
| 32    | 6       | Zimmer 112 A                       | 30. Okt. 2001    |
| 33    | 6       | Bier oder Wein                     | 6. Nov. 2001     |
| 34    | 6       | Krach                              | 13. Nov. 2001    |
| 35    | 6       | Hallo!                             | 20. Nov. 2001    |
| 36    | 6       | Was iss’n passiert?                | 18. Dez. 2001    |
| 37    | 7       | Auf Händen und Knien               | 6. Feb. 2004     |
| 38    | 7       | Abgetaucht A                       | 13. Feb. 2004    |
| 39    | 7       | Ex und Hopp                        | 20. Feb. 2004    |
| 40    | 7       | Geisterfahrer                      | 27. Feb. 2004    |
| 41    | 7       | Oben Rechts die 4                  | 5. März 2004     |
| 42    | 7       | Stau                               | 12. März 2004    |

## Drehorte
Die Kulissen der Wohnräume der Familie Becker waren in einem Kölner Filmstudio aufgebaut, die Außenaufnahmen entstanden im saarländischen Oberbexbach, dem Geburtsort von Gerd Dudenhöffer. Viele Außenaufnahmen wurden in Homburg gedreht, wie z. B. auf dem Christian Weber Platz, auch in Homburger Geschäften wurde gedreht, z. B. in der Firma Leyser auf dem Marktplatz. Darüber hinaus wurde auch in Neunkirchen gedreht. Die Folge "Hilde fährt in Kur" wurde im Hauptbahnhof von Saarbrücken gedreht, während die Kur von Heinz fiktiv im Ort Bad Neuenahr-Ahrweiler stattfand.

## Bedeutung
Die Folge Alle Jahre wieder, die den saardeutschen-familiären Stress an Weihnachten karikiert, ist in Deutschland – ähnlich wie Dinner for One zu Silvester – inzwischen fester Bestandteil des Heiligabend-Fernsehprogramms des Ersten und mehrerer dritter Programme.

## Verfilmung
Im Jahr 1999 erschien Tach, Herr Dokter! – Der Heinz-Becker-Film. Der Kinofilm blieb hinter den durch die Erfolge der Serie und der Live-Auftritte Dudenhöffers geweckten hohen Erwartungen zurück, war nur mäßig erfolgreich und erhielt größtenteils schlechte Kritiken.

## Auszeichnungen
- Deutscher Comedypreis 2004 in der Kategorie Beste Comedy-Serie